# Analytische Fortsetzung
In der Analysis versteht man unter der analytischen Fortsetzung einer Funktion, die auf einer Teilmenge {\displaystyle M} der reellen oder komplexen Zahlen definiert ist, eine analytische Funktion, die auf einem komplexen Gebiet, das {\displaystyle M} umfasst, definiert ist und auf der Teilmenge {\displaystyle M} mit der ursprünglichen Funktion übereinstimmt. Hier sind fast ausschließlich die Fälle von Interesse, in denen die Fortsetzung (und in der Regel auch ein maximales Gebiet) durch die vorgegebene Menge {\displaystyle M} und die auf ihr definierte Funktion {\displaystyle f} eindeutig bestimmt ist.
In der Funktionentheorie, insbesondere bei Untersuchungen von Funktionen in mehreren komplexen Variablen, wird der Begriff abstrakter gefasst. Hier bedeutet analytische Fortsetzung das Fortsetzen einer holomorphen Funktion bzw. eines holomorphen Funktionskeims. Dabei wird unterschieden zwischen der Fortsetzung des Keimes entlang eines Weges und der Fortsetzung zu einer Funktion auf einem Gebiet.
Bedeutungsvoll ist, dass holomorphe Funktionen – anders als etwa stetige oder lediglich beliebig oft differenzierbare Funktionen – bereits aus lokalen Daten auf einer sehr kleinen Umgebung sehr gut rekonstruiert werden können.

## Analytische Fortsetzung in der Analysis
Für die elementare Analysis wichtige Aussagen über Fortsetzbarkeit sind die folgenden:
- Sei {\displaystyle M} ein reelles (offenes oder abgeschlossenes) Intervall. Dann ist eine Funktion {\displaystyle f\colon M\rightarrow \mathbb {R} } genau dann analytisch fortsetzbar,

- wenn für jeden Punkt des Intervalls eine offene Umgebung existiert, auf der sich die Funktion durch eine absolut konvergente Potenzreihe darstellen lässt, oder
- wenn {\displaystyle f} in jedem Punkt des Intervalls beliebig oft differenzierbar ist und die Taylorreihe zu jedem Punkt des Intervalls einen nicht verschwindenden Konvergenzradius hat.

In beiden Fällen liefern die genannten Reihen – theoretisch nur lokal, in vielen praktisch wichtigen Fällen aber bei geeigneter Wahl des Entwicklungspunktes auf einem komplexen Gebiet, das das gesamte Intervall {\displaystyle M} umfasst – eine Beschreibung der hier eindeutig bestimmten analytischen Fortsetzung als Potenzreihe.
- Wenn die abgeschlossene Hülle einer unendlichen Menge {\displaystyle M\subset \mathbb {C} } zusammenhängend, also zum Beispiel ein reelles Intervall ist und eine analytische Fortsetzung {\displaystyle g} von {\displaystyle f\colon M\rightarrow \mathbb {C} } auf ein Gebiet {\displaystyle G\supset M} existiert, dann stimmt eine zweite auf {\displaystyle G} holomorphe Funktion {\displaystyle h} bereits dann mit der Fortsetzung {\displaystyle g} überein,

- wenn sie mit {\displaystyle f} auf einer unendlichen Teilmenge von {\displaystyle M}, die sich in {\displaystyle M} häuft, übereinstimmt oder
- wenn in irgendeinem festen Punkt von {\displaystyle M} die Funktionswerte und alle Ableitungen von {\displaystyle g} und {\displaystyle h} übereinstimmen.

Die hier genannten und einige andere Sätze über die analytische Fortsetzbarkeit und die Eindeutigkeit der Fortsetzung sind in den nachfolgenden, abstrakteren Formulierungen der Funktionentheorie als Spezialfälle enthalten.

### Beispiele
- Jede ganzrationale Funktion auf {\displaystyle \mathbb {R} }, also jede reelle Funktion, deren Funktionsterm ein Polynom in {\displaystyle \mathbb {R} [x]} ist, lässt sich auf {\displaystyle \mathbb {C} } analytisch durch die Funktion mit dem gleichen Funktionsterm fortsetzen.
- Die gebrochenrationale Funktion {\displaystyle f(x)={\tfrac {1}{(1-x^{2})}}} lässt sich auf das Gebiet {\displaystyle F=\mathbb {C} \setminus \lbrace \pm 1\rbrace } fortsetzen. Im Inneren des Einheitskreises {\displaystyle G=\lbrace z\in \mathbb {C} :|z|<1\rbrace } kann die Fortsetzung durch die Potenzreihe {\textstyle g(z)=\sum _{k=0}^{\infty }z^{2k}} dargestellt werden, im Äußeren {\displaystyle H=\lbrace z\in \mathbb {C} :|z|>1\rbrace } durch die Laurentreihe {\textstyle h(z)=-\sum _{k=1}^{\infty }z^{-2k}}. Beide Fortsetzungen {\displaystyle g,h} lassen sich lokal über ihr Konvergenzgebiet hinaus durch Potenzreihen analytisch fortsetzen. Sie lassen sich also zu einer gemeinsamen analytischen Fortsetzung auf {\displaystyle F} zusammensetzen, dies ist, wie immer bei gebrochenrationalen reellen Funktionen natürlich die komplexe gebrochenrationale Funktion {\displaystyle z\mapsto {\tfrac {1}{(1-z^{2})}}}.
- Die reellen Exponentialfunktionen, die Sinus-Funktion und die Cosinus-Funktion lassen sich als Potenzreihen mit dem Konvergenzradius {\displaystyle \rho =\infty } darstellen. Daher kann man sie analytisch zu ganzen Funktionen fortsetzen, die dann durch die gleichen Potenzreihen darstellbar sind.
- Die auf {\displaystyle M=\mathbb {N} _{0}} definierte Fakultätsfunktion {\displaystyle f(n)=n!} besitzt als analytische Fortsetzung die Gammafunktion {\displaystyle z\mapsto \Gamma (z+1)}. Diese Fortsetzung wird allerdings erst durch die zusätzliche Bedingung eindeutig, dass die Fortsetzung logarithmisch konvex sein soll. → Siehe Satz von Bohr-Mollerup.

## Keim
Um eine präzise Definition einer analytischen Fortsetzung im Sinne der Funktionentheorie zu geben, müssen zuerst die Begriffe Halm und Funktionskeim erläutert werden: Sei {\displaystyle X} eine komplexe Mannigfaltigkeit und {\displaystyle a\in X} ein Punkt. Zudem seien {\displaystyle U,V} zwei Umgebungen von {\displaystyle a} und {\displaystyle f\colon U\rightarrow \mathbb {C} ,\;g\colon V\rightarrow \mathbb {C} } zwei holomorphe Funktionen. Die beiden Funktionen heißen äquivalent im Punkt {\displaystyle a}, falls eine Umgebung {\displaystyle W\subseteq U\cap V} von {\displaystyle a} existiert mit {\displaystyle f|W=g|W}. Die Menge all dieser Äquivalenzklassen wird als Halm {\displaystyle {\mathcal {O}}_{a}} bezeichnet, die Äquivalenzklassen als (Funktions-)Keime. Die Projektion einer Funktion {\displaystyle f} auf ihren Keim im Punkt {\displaystyle a} wird mit {\displaystyle \rho _{a}(f)} notiert.
Anschaulich beschreibt der Keim {\displaystyle \rho _{a}(f)} einer Funktion das Verhalten von {\displaystyle f} in „unmittelbarer“ Umgebung von {\displaystyle a}. Das ist mehr als der bloße Funktionswert {\displaystyle f(a)}, denn auch die Ableitungen {\displaystyle f'(a),f''(a)} usw. lassen sich aus dem Keim ablesen, da sie sich aus jeder noch so kleinen Umgebung von {\displaystyle a} ergeben.
Der Halm {\displaystyle {\mathcal {O}}_{a}} trägt auf natürliche Weise die Struktur einer {\displaystyle \mathbb {C} }-Algebra. Er ist isomorph zur {\displaystyle \mathbb {C} }-Algebra der in {\displaystyle a} konvergenten Potenzreihen, da das lokale Verhalten einer holomorphen Funktion durch ihre Potenzreihenentwicklung eindeutig bestimmt ist.

## Fortsetzung entlang eines Weges
Sei {\displaystyle X} eine zusammenhängende komplexe Mannigfaltigkeit, {\displaystyle a,b\in X} zwei Punkte und {\displaystyle \varphi \in {\mathcal {O}}_{a}} sowie {\displaystyle \psi \in {\mathcal {O}}_{b}} zwei Funktionskeime. {\displaystyle \psi } heißt analytische Fortsetzung von {\displaystyle \varphi } entlang des Weges {\displaystyle c\colon [0,1]\rightarrow X} mit {\displaystyle c(0)=a,c(1)=b}, falls folgendes gilt: Es existieren Punkte {\displaystyle x_{0},x_{1},\dots ,x_{n}\in c([0,1])} mit offenen Umgebungen {\displaystyle U_{0},U_{1},\dots ,U_{n}\subseteq X} und holomorphen Funktionen {\displaystyle f_{k}\colon U_{k}\rightarrow \mathbb {C} ,\;k=0,1,\dots ,n} derart, dass
- {\displaystyle x_{0}=a,\;x_{n}=b}
- {\displaystyle c([0,1])\subset \bigcup _{k=0}^{n}U_{k}}
- {\displaystyle \rho _{a}(f_{0})=\varphi ,\;\rho _{b}(f_{n})=\psi }
- {\displaystyle f_{k-1}|_{U_{k-1}\cap U_{k}}=f_{k}|_{U_{k-1}\cap U_{k}}} für {\displaystyle k=1,2,\dots ,n}

Mit anderen Worten: Es gibt eine endliche Folge von offenen Umgebungen, welche die Kurve überdecken. Auf diesen Umgebungen sind jeweils holomorphe Funktionen definiert, welche in den Bereichen übereinstimmen, wo sich die Umgebungen überlappen.
Häufig wählt man offene Kreise als Mengen {\displaystyle U_{k}}, denn diese treten als Konvergenzbereiche von Reihenentwicklungen auf; in diesem Fall spricht man von einer Kreiskette.
Diese Fortsetzung hängt im Allgemeinen von der Wahl des Weges ab (nicht jedoch von den Zwischenpunkten {\displaystyle x_{k}} und den Umgebungen {\displaystyle U_{k}}). Auch gibt es im Allgemeinen keine in einer Umgebung {\displaystyle U} von ganz {\displaystyle c([0,1])} holomorphe Funktion {\displaystyle f} mit {\displaystyle \rho _{a}(f)=\varphi } und {\displaystyle \rho _{b}(f)=\psi }.

## Definition
Sei {\displaystyle X} eine zusammenhängende komplexe Mannigfaltigkeit, {\displaystyle a\in X} ein Punkt und {\displaystyle \varphi \in {\mathcal {O}}_{a}} ein Funktionskeim. Das Quadrupel {\displaystyle (Y,p,f,b)} heißt eine analytische Fortsetzung von {\displaystyle \varphi }, falls gilt:
- {\displaystyle Y} ist eine zusammenhängende komplexe Mannigfaltigkeit.
- {\displaystyle p\colon Y\rightarrow X} ist eine holomorphe Abbildung und ein lokaler Homöomorphismus.
- {\displaystyle f\colon Y\rightarrow \mathbb {C} } ist eine holomorphe Funktion.
- {\displaystyle b\in Y} so, dass {\displaystyle p(b)=a} und {\displaystyle \rho _{b}(f)=\varphi \circ p}, wobei {\displaystyle \rho _{b}(f)} die Projektion von {\displaystyle f} auf die Äquivalenzklasse ihres Keims in {\displaystyle b} bezeichnet.

Die auf diese Weise definierte analytische Fortsetzung hängt mit der Fortsetzung entlang eines Weges zusammen:
Wenn {\displaystyle c\colon [0,1]\rightarrow Y} ein Weg mit Anfangspunkt {\displaystyle c(0)=b} und Endpunkt {\displaystyle c(1)=d} ist, dann
ist {\displaystyle p\circ c\colon [0,1]\rightarrow X} ein Weg mit Anfangspunkt {\displaystyle a=p(b)} und Endpunkt {\displaystyle p(d)}. Die Funktion {\displaystyle f\colon Y\rightarrow \mathbb {C} } definiert in einer Umgebung von {\displaystyle p(d)} durch {\displaystyle f\circ p^{-1}} einen Funktionskeim in {\displaystyle {\mathcal {O}}_{p(d)}}.

## Beispiel
Seien {\displaystyle X=\mathbb {C} }, {\displaystyle a=1} und sei {\displaystyle \varphi } der Keim in {\displaystyle 1} desjenigen Zweiges der holomorphen Quadratwurzel mit {\displaystyle {\sqrt {1}}=1}. Analytische Fortsetzungen davon beispielsweise sind:
- Die durch die Taylorreihe {\displaystyle \textstyle \sum _{n=0}^{\infty }{\frac {(-1)^{n}(2n)!}{(1-2n)n!^{2}4^{n}}}(x-1)^{n}} um {\displaystyle 1} in der offenen Kreisscheibe {\textstyle Y:=B(1,1)} definierte Funktion {\displaystyle f\colon Y\rightarrow \mathbb {C} }. Die Projektion {\displaystyle p\colon Y\rightarrow \mathbb {C} } ist die natürliche Inklusionsabbildung.
- Der Hauptzweig der Quadratwurzel, definiert auf der geschlitzten komplexen Ebene {\displaystyle Y:=\mathbb {C} \setminus \left\{z\in \mathbb {C} \,:\,\mathrm {Im} \,z=0,\;\mathrm {Re} \,z\leq 0\right\}}, wobei {\displaystyle p\colon Y\rightarrow \mathbb {C} } wieder die natürliche Inklusionsabbildung ist.

Alle Beispiele haben gemeinsam, dass {\displaystyle Y} als Teilmenge von {\displaystyle X=\mathbb {C} } aufgefasst werden kann. Die beiden letzten Beispiele zeigen zudem, dass es innerhalb von {\displaystyle \mathbb {C} } kein größtes Gebiet gibt, auf dem die Funktion holomorph fortgesetzt werden kann. Die Frage nach der größtmöglichen Fortsetzung führt zur Definition der maximalen analytischen Fortsetzung:

## Maximale analytische Fortsetzung

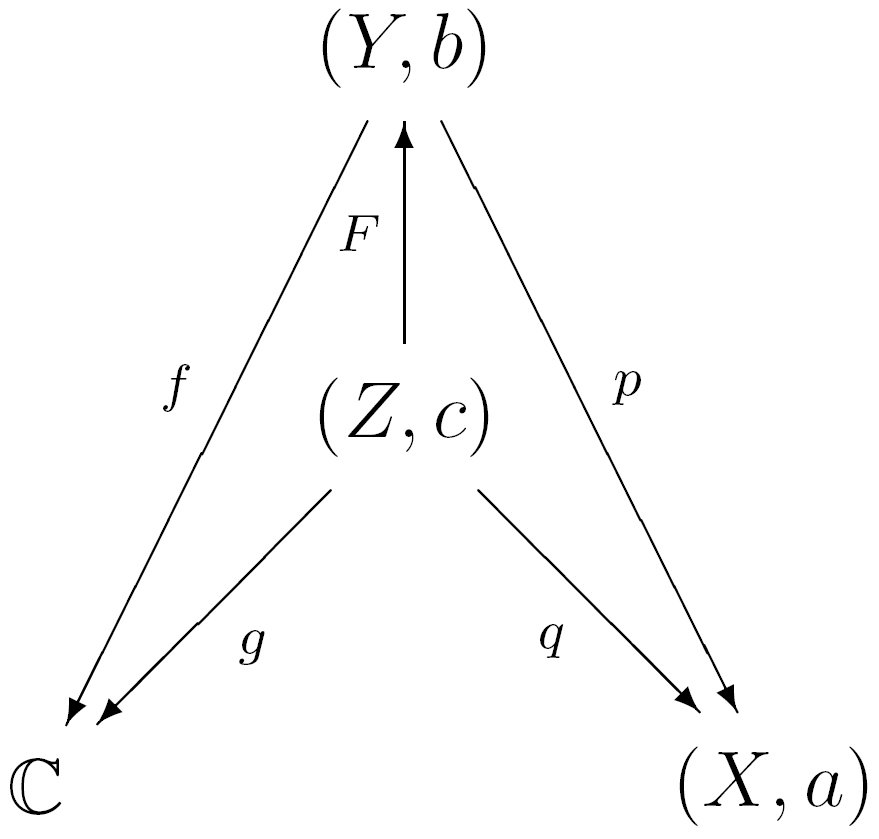

Sei {\displaystyle X} eine zusammenhängende komplexe Mannigfaltigkeit, {\displaystyle a\in X} ein Punkt und {\displaystyle \varphi \in {\mathcal {O}}_{a}} ein Funktionskeim. Eine analytische Fortsetzung {\displaystyle (Y,p,f,b)} von {\displaystyle \varphi } heißt maximale analytische Fortsetzung, falls für jede andere analytische Fortsetzung {\displaystyle (Z,q,g,c)} von {\displaystyle \varphi } gilt: Es existiert eine holomorphe Abbildung {\displaystyle F\colon Z\rightarrow Y} mit {\displaystyle f\circ F=g}, {\displaystyle F(c)=b} und {\displaystyle q=p\circ F}.

### Existenz und Eindeutigkeit
Direkt aus der Definition folgt die Eindeutigkeit der maximalen analytischen Fortsetzung bis auf holomorphe Isomorphie. Die Existenz kann mit Hilfe der Garbentheorie gezeigt werden: {\displaystyle Z} ist die Zusammenhangskomponente des Überlagerungsraumes der Garbe der holomorphen Funktionen {\displaystyle {\mathcal {O}}}, welche ein fest gewähltes Urbild des Keimes {\displaystyle \varphi } enthält.

### Beispiel
Sei {\displaystyle X=\mathbb {C} ,\;a=1} und {\displaystyle \varphi } der Keim desjenigen Zweiges der holomorphen Quadratwurzel mit {\displaystyle {\sqrt {1}}=1}. Die maximale analytische Fortsetzung {\displaystyle (Y,b,p,f)} ist gegeben durch:
{\displaystyle Y:=\left\{(y_{1},y_{2})\in \mathbb {C} ^{2}\,:\,y_{2}=y_{1}^{2},y_{1}\neq 0\right\}\subset \mathbb {C} ^{2}}
{\displaystyle b=(1,1)}
{\displaystyle p(y_{1},y_{2})=y_{2}}
{\displaystyle f(y_{1},y_{2})=y_{1}}
Zu einer anderen analytischen Fortsetzung {\displaystyle (Z,q,g,c)} wird die Abbildung {\displaystyle F\colon Z\rightarrow Y} definiert durch {\displaystyle F(z):=\left(g(z),q(z)\right)}.